# Luminița Maringut
Luminița Maringut (Comănești, 24 maggio 1963) è un'ex cestista rumena.

## Carriera
Con la Romania ha disputato i Campionati europei del 1987.